# 劇団
劇団（げきだん、仏: compagnie de théâtre、英: theatre）は、おもに舞台演劇で活動する団体。

## 欧米
欧米では劇場に付属する団体で、演出家、劇作家、製作部門、劇団員らが専属する。
英語は劇団と劇場を theater と表記する事例が多く、イギリス英語の theatre を用る事例が多い。

## 日本
日本では、劇場に付属する劇団は極めて限定的である。劇団員が固定化していない劇団もあり、主演者などを外部から招く興行も多く見られる。
1演目のために国内外からスタッフや俳優が集合し、上演が終了すると解散するプロジェクト様の事例もある。主宰者が声優の場合に役者個人のプロジェクト様劇団も見られる。
主宰者と中心的メンバーはいるが劇団形式をとらず、公演ごとにスタッフや演者を集めて演劇公演する場合は「演劇ユニット」など称する。二兎社、TEAM NACSなどがある。

## 劇団の種類
規模や上演内容により多様である。

### 大規模劇団
専属団員や製作部門を擁し、団長や劇団主宰を中心に組織化された法人形態である。
大都市圏や政令指定都市など地方主要都市に専用劇場を有する事例が多く、専用劇場がない都市も主要劇場やホールを貸し切りで上演する。音楽劇からストレートプレイ、古典から劇団専属脚本家のオリジナル脚本、など演目は広く扱う。
日本では文学座、劇団俳優座、劇団青年座などが大規模劇団に分類される。劇団ひまわりや劇団東俳など養成機関が著名な団体も、製作部門や小規模の劇場を有する。ミュージカル公演が多い劇団は宝塚歌劇団、劇団四季、 Youth Theatre Japan {YTJ}、 わらび座などがある。劇場を保有しない劇団は音楽座ミュージカル、劇団☆新感線、こまつ座、ミュージカル座などがある。

### 中小規模劇団
日本は大半の劇団が該当する。大都市圏や地方の主要都市を中心に様々な劇団が存在し、サークルなどから法人まで活動形態は多様である。おもに劇団が本拠を置く都市や周辺地域で活動するが、演所属団員やスタッフの活動により全国公演もある。作品公演のほか、児童劇団や芸能事務所が運営する劇団などは、所属団員の育成を目して活動する。演劇専用劇場から学校や公民館など公演場所も広い。人員が限られるため、運営、脚本、演出、設営、出演などを兼務する。劇団の規模も様々で、自前の劇場や稽古場を有する劇団のほか、公演収入が不足して副業や本業の合間に演劇活動する劇団も多い。